# Regions Center (Birmingham)
Het Regions Center is een 119 meter hoog gebouw met 30 verdiepingen in Birmingham in Alabama. Het gebouw werd geopend in 1972 als de First National-Southern Natural Building als kantoor voor de First Bank, die later in 1972 werd omgedoopt tot AmSouth Bancorporation, en voor de Southern Natural Gas Corporation. Het Regions Center was ontworpen door Welton Becket. In het begin van de jaren 80 werd de Southern Natural Gas Corporation omgedoopt tot Sonac Inc. en werd het gebouw omgedoopt tot de AmSouth-Sonat Tower.
Sonat fuseerde in 1999 met de El Paso Corporation, waardoor de naam weer werd omgedoopt tot het AmSouth Center. Op 29 januari 2007 besloot de El Paso Corporation het kantoor te verplaatsen naar het Colonial Brookwood Center in Homewood in Alabama.
Na de fusie van de AmSouth Bancorporation en de Regions Financial Corporation werd het Regions Center omgedoopt tot de huidige naam. Het logo van AmSouth op de bovenkant van het gebouw werd vervangen door een logo van Regions.
Het Regions Center wordt rond kerstmis verlicht met gekleurde lampjes die voorwerpen uitbeelden. Op de noordkant wordt een kous uitgebeeld, op de oostkant een kerstboom, op de zuidkant een krans en op de westkant een snoepstok.
Het Regions Center heeft een vloeroppervlak van 58.529 m².